# Arthur Hurst
Arthur "Art" Hurst, född 2 maj 1923 i Toronto, död november 1993 i Kitchener, var en kanadensisk ishockeyspelare.
Hurst blev olympisk bronsmedaljör i ishockey vid vinterspelen 1956 i Cortina d'Ampezzo.